# Dreigiebelhaus (Duisburg)

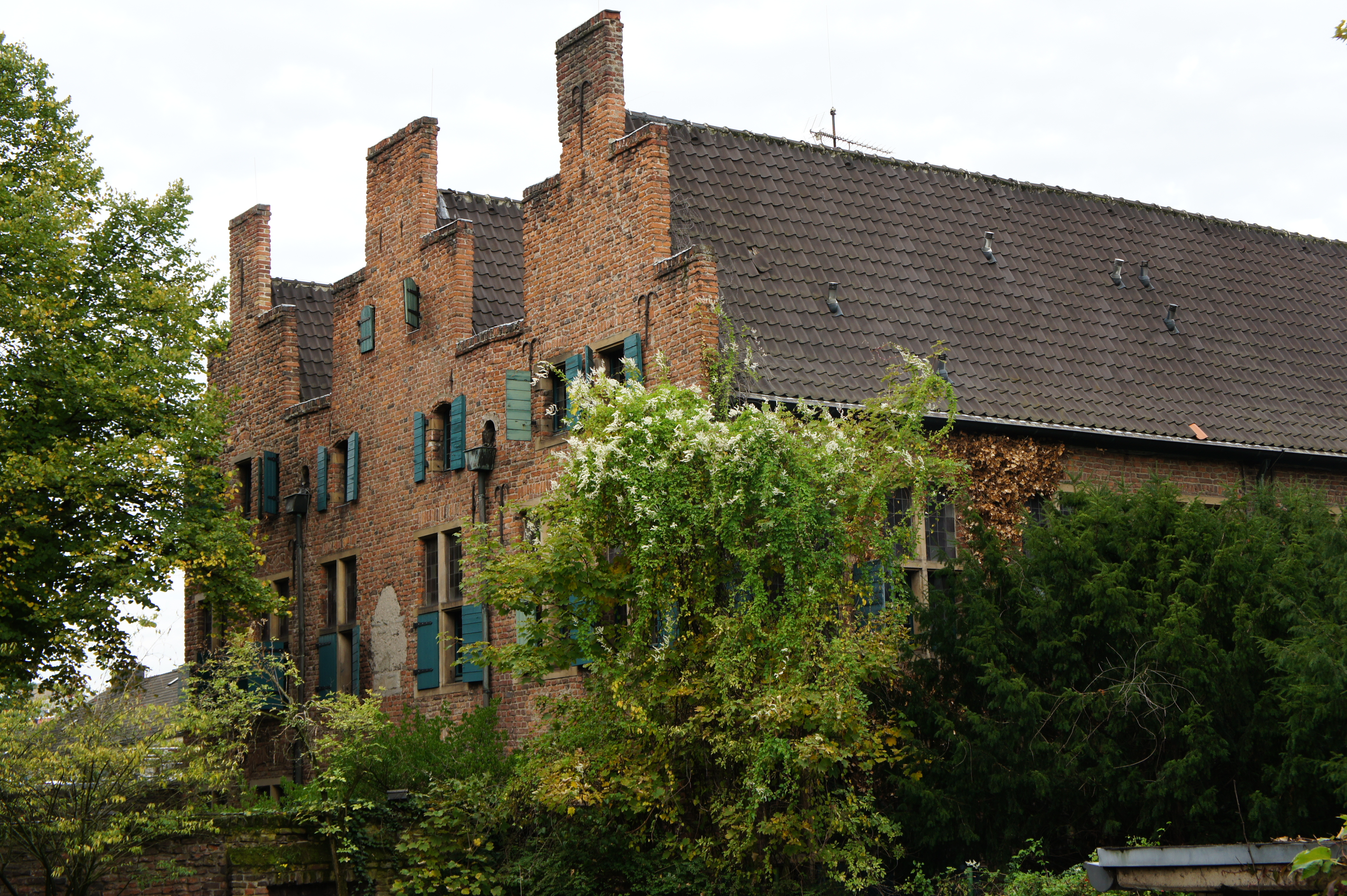

Het Dreigiebelhaus (Duits voor Driegevelhuis) is het oudste nog bestaande woonhuis van de Duitse stad Duisburg. Het heeft zijn naam gekregen door de drie trapgevels die het heeft.
De oudste plattegrond waarop het gebouw te vinden is, dateert uit 1566 en is afkomstig van Johan van den Kornput. De eerste vermelding van het gebouw dateert echter al uit 1536. In 1606 trokken nonnen in het pand, wier klooster door brand was verwoest. Na het Reichsdeputationshauptschluss en de daarbij horende secularisatie kwam er in 1806 een textielfabriek in het gebouw. 
In de anderhalve eeuw daarna heeft het nog diverse andere functies bekleed. In 1961 werd het door de stad gekocht, waarna het in 1976 werd gerenoveerd. Sindsdien zit er op de begane grond een restaurant gevestigd. Op de andere etages zijn er atelierwoningen voor kunstenaars.